# Martin Foyston

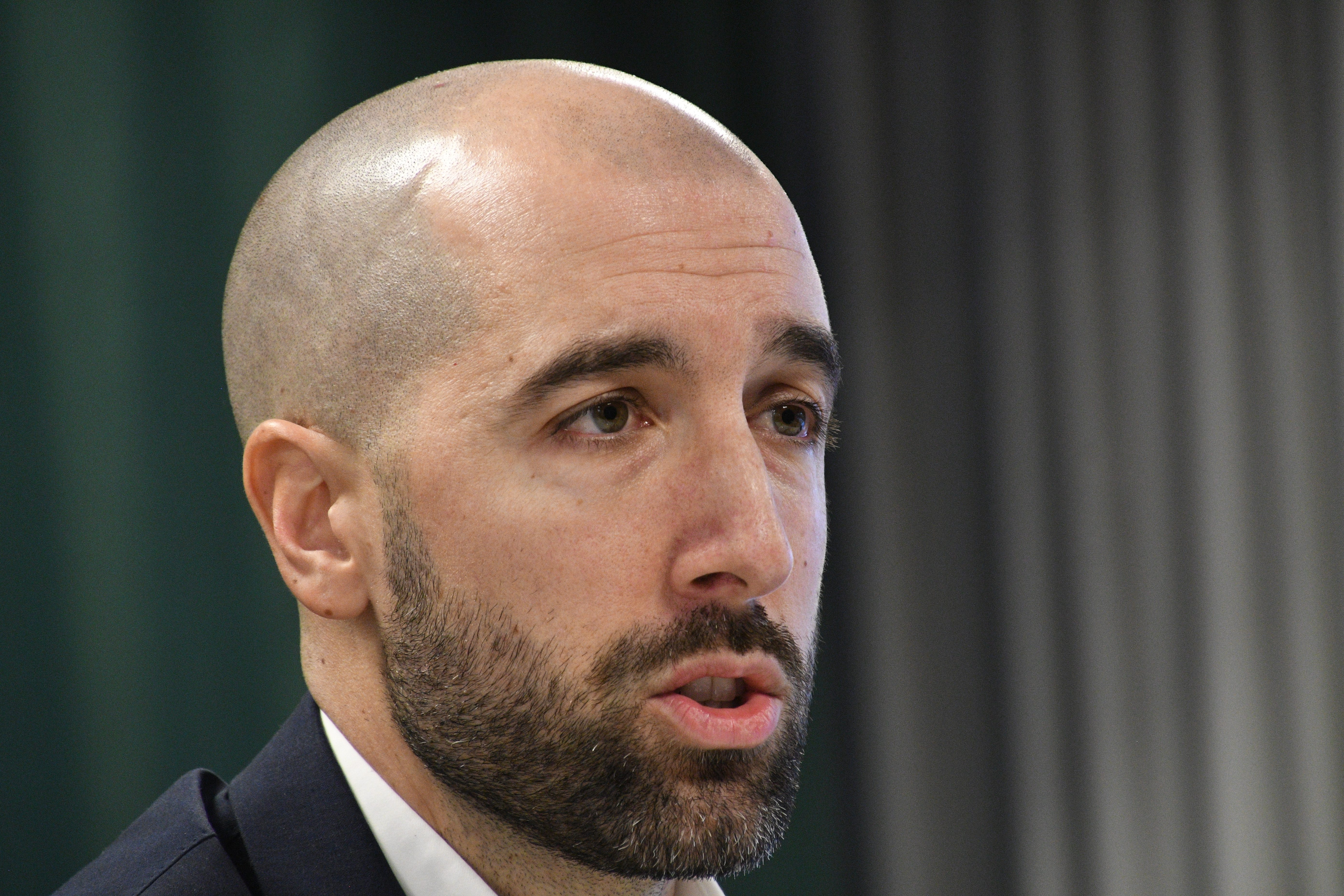
Martin Foyston (Dezember 2023)

Martin Foyston (* 22. September 1982 in Kingston upon Hull) ist ein englischer Fußballtrainer. Seit 2024 ist er als Cheftrainer für Östers IF tätig und stieg mit dem Klub in die Allsvenskan auf.

## Sportlicher Werdegang
Foyston spielte in der Jugend bei Hull City, konnte sich jedoch nicht für einen Profivertrag empfehlen und begann ein Film- und Medienproduktionsstudium. Nach seinem Abschluss schloss er sich 2005 als Video- und später zudem Spielanalyst dem Londoner Klub FC Fulham an. Nachdem er unter verschiedenen Trainern in der Premier League gearbeitet hatte, inspirierten ihn nach eigener Aussage der 2007 Cheftrainer werdende Roy Hodgson und dessen Trainerteam Billy McKinlay, Ray Lewington und Mike Kelly, eine eigene Trainerkarriere anzustreben. Zeitweise unterstützte er parallel die Irish Football Association und die nordirische Nationalmannschaft.
Im August 2013 schloss sich Foyston als Videoanalyst und Spezialtrainer für die individuelle Entwicklung dem schwedischen Erstligisten Djurgårdens IF an. Nachdem der bisherige Cheftrainer Per-Mathias Høgmo im Herbst des Jahres die norwegische Nationalmannschaft übernahm, unterstützte er zunächst dessen Nachfolger Per Olsson. Hierzu hatte er Ende November seinen Vertrag um zwei Jahre verlängert. Im Sommer 2014 verließ er dennoch vorzeitig den schwedischen Klub, um sich dem Norges Fotballforbund anzuschließen und dabei insbesondere Høgmo zu unterstützen. In der Qualifikation zur Europameisterschaft 2016 erreichte die Auswahl als Gruppendritter die Relegationsspiele, in denen sie an Ungarn scheiterte. Zum Auftakt der Qualifikation zur WM-Endrunde 2018 verlor sie gegen Weltmeister Deutschland (0:3-Heimniederlage), aber auch die in der FIFA-Weltrangliste hinter Norwegen platzierten Aserbaidschan (0:1-Auswärtsniederlage) und Tschechien (1:2-Auswärtsniederlage). In der Folge stellte der Verband Høgmo und sein Trainerteam im Dezember des Jahres frei.
Foyston blieb anschließend in Norwegen, um sich als Assistent von Trainer Tor Ole Skullerud dem Erstligisten Strømsgodset IF anzuschließen. In der Spielzeit 2017 spielte die Mannschaft lange Zeit um die Qualifikation für den Europapokal, als Tabellenvierter des Endklassements fehlte ein Punkt auf den von Sarpsborg 08 FF belegten Platz zur Teilnahme an der Qualifikation für die UEFA Europa League 2018/19. Nachdem der Klub in der Spielzeit 2018 in Abstiegsgefahr geraten war, übernahm im Sommer erneut der vormalige Trainer und zwischenzeitlich für Fredrikstad FK tätige Bjørn Petter Ingebretsen zunächst interimistisch und dann dauerhaft das Cheftraineramt. Dabei blieb Foyston weiterhin Teil des Trainerteams.
Zum Jahresanfang 2019 kehrte Foyston als Jugendtrainer nach Schweden zurück und unterzeichnete ein Arbeitspapier bei Hammarby IF, um sich fortan um die U-19-Mannschaft zu kümmern. Später rückte er zum Trainer der U-23-Mannschaft auf.
Anfang 2021 verpflichtete der finnische Verband Suomen Palloliitto Foyston als Trainerassistent von Juha Malinen für die finnische U-21-Nationalmannschaft, wo er den als Cheftrainer zu Helsingfors IFK abgewanderten Joaquín Gómez beerbte. Im Sommer des Jahres kam es zur Wiedervereinigung mit Høgmo, als dieser Cheftrainer bei BK Häcken wurde und Foyston parallel zu seiner Verbandstätigkeit für den Klub als Trainerassistent arbeitete. Ab Beginn der Allsvenskan-Spielzeit 2022 war er nur noch für den schwedischen Erstligisten tätig, mit dem er am Saisonende erstmals in der Vereinsgeschichte den Meistertitel gewann. Im Frühjahr 2023 verlängerte er seinen Vertrag beim Klub bis Ende 2025. Nachdem Høgmo Abschied zum Jahresende 2023 feststand, galt er als Kandidat für die Nachfolge.
Im Dezember 2023 erzielten der Zweitligist Östers IF und Foyston eine Übereinkunft, mit einem Zweijahresvertrag plus Option auf Verlängerung ausgestattet übernahm er ab Januar 2024 das Cheftraineramt beim Klub. Mit einem Punkt Rückstand auf Zweitligameister Degerfors IF führte er die Mannschaft am Ende der Zweitligasaison 2024 als Tabellenzweiter zum Erstligaaufstieg.